# Cyriel Dessers
Cyriel Dessers (Tongeren, 8 december 1994) is een Nigeriaans-Belgische voetballer die als aanvaller speelt. Hij staat sinds juli 2023 onder contract bij het Schotse Rangers FC dat hem overnam van het Italiaanse Cremonese.

## Carrière

### OH Leuven
Dessers werd geboren in Tongeren in België, alwaar hij naar school ging. Zijn vader komt uit België en zijn moeder oorspronkelijk uit Nigeria. Dessers speelde tot zijn zestiende bij amateurclub KSK Tongeren, waar profclub OH Leuven hem weghaalde om er in de jeugdreeksen te spelen. Gedurende zijn jeugdjaren bij OH Leuven combineerde hij het voetbal met de studie Rechten aan de Katholieke Universiteit Leuven. Nadat Dessers een profcontract kreeg bij Sporting Lokeren koos hij er echter voor om zich voluit op zijn voetbalcarrière te richten, aangezien dit niet meer te combineren was.
Dessers stroomde door vanuit de jeugd van OH Leuven. Nadat hij bij de beloften eenentwintig doelpunten had gemaakt in eenentwintig wedstrijden, mocht hij op 16 maart 2014 op de laatste speeldag van het seizoen 2013/14 zijn debuut maken in de Eerste klasse A. OHL verloor die dag met 3–2 uit bij RAEC Mons. Dessers mocht in de 77e minuut invallen voor Evariste Ngolok. Het bleef zijn enige competitiewedstrijd voor de club.

### Lokeren
Dessers verruilde Leuven in 2014 voor Lokeren, waar hij een driejarige verbintenis ondertekende. Hiervoor speelde hij in de volgende twee seizoenen meer dan dertig wedstrijden in de Eerste klasse A en maakte hij gedurende 2014/15 zijn eerste doelpunten op het hoogste niveau.

### NAC Breda
Dessers tekende in juli 2016 een contract tot medio 2019 bij NAC Breda, op dat moment actief in de Eerste divisie. Hij promoveerde op 28 mei 2017 met de club naar de Eredivisie, na een 1–4 overwinning op N.E.C.. Hij maakte er zelf die dag drie. Hij scoorde uiteindelijk negenentwintig keer in veertig wedstrijden.

### FC Utrecht
Dessers verliet NAC op 1 juli 2017 voor FC Utrecht. Hij tekende er een contract voor drie jaar met een optie op een vierde. Dessers maakte op 11 augustus 2017 het eerste doelpunt van het seizoen 2017/2018 in de Eredivisie, de 0–1 tijdens een met 0–3 gewonnen wedstrijd uit tegen ADO Den Haag. Hij maakte ook het laatste doelpunt van die wedstrijd.

### Heracles Almelo
Dessers tekende in juli 2019 een contract voor drie jaar bij Heracles Almelo, dat hem overnam van FC Utrecht. Zijn eerste doelpunt in Almelose dienst maakte hij op 24 augustus 2019 in een thuiswedstrijd tegen Vitesse (1–1). Op 9 november 2019 maakte hij zijn eerste hattrick voor Heracles in een met 6–1 gewonnen wedstrijd tegen VVV-Venlo. Dessers was verantwoordelijk voor de 3–0, 5–0 en 6–1 en gaf assists bij de 1–0 en 4–0. In het seizoen 2019/20, dat voortijdig werd beëindigd wegens de coronacrisis, werd Dessers topscorer van de Eredivisie.

### KRC Genk
Eind juni 2020 werd bekend dat het Belgische KRC Genk, de club waar Dessers als kind altijd voor supporterde, hem voor vier miljoen euro overnam van Heracles. Hij tekende een contract van vier jaar bij de Limburgers, dat per 1 juli 2020 in zou gaan. Bij zijn officiële debuut op 8 augustus 2020, maakte Dessers het beslissende doelpunt in de uitwedstrijd tegen Zulte Waregem. Na enkele wedstrijden als eerste spits gespeeld te hebben onder trainer Hannes Wolf verloor Dessers zijn basisplaats aan Paul Onuachu. Onuachu begon aan de lopende band te scoren en eindigde het seizoen 2020/21 als topschutter in de Jupiler Pro League met 33 doelpunten. Dessers moest zich hierdoor tevreden stellen met een rol als invaller. Aan het eind van het seizoen won hij met Genk de Beker van België. Dessers begon de voorbereiding van het seizoen 2021/22 opnieuw bij Genk met de gedachte dat Onuachu een transfer naar een grotere competitie zou maken waarna hij vol zijn kans kon gaan als eerste spits, Onuachu bleef echter. 

### Verhuur aan Feyenoord
Op 31 augustus 2021 keerde Dessers terug naar de Eredivisie in Nederland, waar hij verhuurd werd aan Feyenoord voor een seizoen, met een optie tot koop. De afkoopsom zou ongeveer 4 miljoen euro zijn. Eind 2021 zet hij een opmerkelijke reeks neer van winnende doelpunten, gemaakt als invaller in blessuretijd. Met Feyenoord behaalde Dessers de met 1-0 verloren finale van de UEFA Conference League, waarin Dessers 90 minuten meedeed. Wel werd Dessers topscorer van het hoofdtoernooi met 10 doelpunten. Tevens had Dessers een groot aandeel in het veiligstellen van de derde plek in de Eredivisie dankzij zijn 9 treffers. Na één jaar scheidden de wegen van Dessers en Feyenoord, nadat er geen overeenstemming kon worden gevonden over een contractverlenging, en daarmee de koopoptie in zijn huurcontract op 31 mei 2022 verviel. 

### US Cremonese
In de voorbereiding van het Belgische voetbalseizoen 2022/23 sloot Dessers opnieuw aan bij KRC Genk waar hij terecht kwam in de groep van de nieuwe coach Wouter Vrancken. In drie wedstrijden maakte hij drie goals. Begin augustus 2022 werd de aanvaller getransfereerd naar de Italiaanse promovendus Cremonese voor 6,5 miljoen euro plus bonussen.

## Clubstatistieken

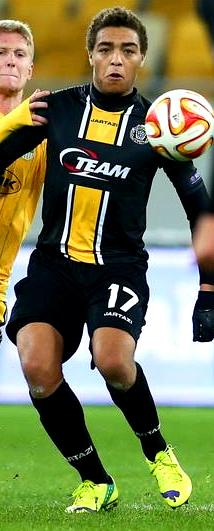
Dessers in zijn periode bij Sporting Lokeren.

| Seizoen        | Club                | Competitie      | Competitie | Competitie | Beker | Beker | Internationaal | Internationaal | Overig | Overig | Totaal | Totaal |
| Seizoen        | Club                | Competitie      | Wed.       | Dlp.       | Wed.  | Dlp.  | Wed.           | Dlp.           | Wed.   | Dlp.   | Wed.   | Dlp.   |
| -------------- | ------------------- | --------------- | ---------- | ---------- | ----- | ----- | -------------- | -------------- | ------ | ------ | ------ | ------ |
| 2013/14        | Oud-Heverlee Leuven | Eerste klasse A | 1          | 0          | 0     | 0     | —              | —              | 1      | 0      | 2      | 0      |
| 2014/15        | Sporting Lokeren    | Eerste klasse A | 23         | 4          | 3     | 3     | 3              | 0              | 0      | 0      | 29     | 7      |
| 2015/16        | Sporting Lokeren    | Eerste klasse A | 11         | 0          | 0     | 0     | 0              | 0              | 0      | 0      | 11     | 0      |
| 2016/17        | NAC Breda           | Eerste divisie  | 36         | 22         | 0     | 0     | —              | —              | 4      | 7      | 40     | 29     |
| 2017/18        | FC Utrecht          | Eredivisie      | 29         | 9          | 2     | 2     | 5              | 1              | 3      | 0      | 39     | 12     |
| 2018/19        | FC Utrecht          | Eredivisie      | 11         | 3          | 2     | 2     | 0              | 0              | 4      | 2      | 17     | 7      |
| 2019/20        | Heracles Almelo     | Eredivisie      | 26         | 15         | 3     | 3     | 0              | 0              | 0      | 0      | 29     | 18     |
| 2020/21        | KRC Genk            | Eerste klasse A | 31         | 7          | 2     | 0     | —              | —              | 0      | 0      | 33     | 7      |
| 2021/22        | KRC Genk            | Eerste klasse A | 3          | 0          | 0     | 0     | 2              | 1              | 1      | 0      | 6      | 1      |
| 2021/22        | → Feyenoord         | Eredivisie      | 27         | 9          | 1     | 1     | 13             | 10             | 0      | 0      | 41     | 20     |
| 2022/23        | KRC Genk            | Eerste klasse A | 3          | 3          | 0     | 0     | —              | —              | 0      | 0      | 3      | 3      |
| 2022/23        | US Cremonese        | Serie A         | 26         | 6          | 3     | 1     | —              | —              | 0      | 0      | 29     | 7      |
| 2023/24        | Rangers FC          | Premiership     | 22         | 10         | 5     | 2     | 9              | 2              | 0      | 0      | 36     | 14     |
| Carrièretotaal | Carrièretotaal      | Carrièretotaal  | 249        | 88         | 21    | 14    | 32             | 14             | 13     | 9      | 315    | 125    |

Bijgewerkt op 15 februari 2024.

## Interlandcarrière
Dessers heeft een Belgische vader en Nigeriaanse moeder. Hij kon dus zowel voor het Belgisch voetbalelftal als het Nigeriaans voetbalelftal uitkomen. Begin maart 2020 maakte de bondscoach van Nigeria, Gernot Rohr, bekend dat hij Dessers opriep voor de dubbele interland tegen Sierra Leone. Door de coronapandemie konden deze interlands echter niet doorgaan, waardoor zijn keuze voor Nigeria dus nog steeds niet definitief was. In september 2020 riep Rohr hem echter opnieuw op, waarmee Dessers definitief de keuze maakte voor Nigeria te willen uitkomen. Op 13 oktober 2020 debuteerde hij in de oefeninterland tegen Tunesië, in de 72e minuut mocht Dessers invallen voor Ahmed Musa. Deze wedstrijd eindigde in een 1–1-gelijkspel.
Op 28 mei 2022 maakte Dessers zijn eerste doelpunt tijdens een oefeninterland tegen Mexico die eindigde in een 2–1-nederlaag. Vijf dagen later speelde hij tegen Ecuador zijn eerste volledige interland, maar ook ditmaal verloren de Nigerianen: in de Red Bull Arena werd het 1-0 voor Ecuador.
| Interlands van Cyriel Dessers voor Nigeria | Interlands van Cyriel Dessers voor Nigeria | Interlands van Cyriel Dessers voor Nigeria | Interlands van Cyriel Dessers voor Nigeria | Interlands van Cyriel Dessers voor Nigeria | Interlands van Cyriel Dessers voor Nigeria | Interlands van Cyriel Dessers voor Nigeria |
| №                                          | Datum                                      | Wedstrijd                                  | Uitslag                                    | Competitie                                 | Goals                                      |                                            |
| Als speler bij KRC Genk                    | Als speler bij KRC Genk                    | Als speler bij KRC Genk                    | Als speler bij KRC Genk                    | Als speler bij KRC Genk                    | Als speler bij KRC Genk                    | Als speler bij KRC Genk                    |
| ------------------------------------------ | ------------------------------------------ | ------------------------------------------ | ------------------------------------------ | ------------------------------------------ | ------------------------------------------ | ------------------------------------------ |
| 1                                          | 13 oktober 2020                            | Nigeria – Tunesië                          | 1 – 1                                      | Vriendschappelijk                          | -                                          |                                            |
| Als speler bij Feyenoord                   |                                            |                                            |                                            |                                            |                                            |                                            |
| 2                                          | 28 mei 2022                                | Mexico – Nigeria                           | 2 – 1                                      | Vriendschappelijk                          | 54'                                        |                                            |
| 3                                          | 2 juni 2022                                | Ecuador – Nigeria                          | 1 – 0                                      | Vriendschappelijk                          | -                                          |                                            |

## Erelijst
| Beker van België | 1× | 2020/21 |

| Individueel                             |    |               |
| Topscorer Eredivisie                    | 1x | 2019/20       |
| Eredivisie Speler van de Maand          | 1x | November 2019 |
| Topscorer UEFA Europa Conference League | 1x | 2021/22       |

## Trivia
- Als kind had Dessers een kleine gastrol in de Vlaamse politieserie Zone Stad.